# 鮑国安
鮑国安（バオ・グオアン、ほう・こくあん、1946年6月4日 - ）は、中国天津出身の男性俳優、声優である。

## 出演作品

### 映画
- 阿片戦争 （1997年、林則徐役）
- 運命の子 （2010年、趙盾役）

### テレビドラマ
- 水滸伝 （1983年、宋江役）
- 三国志 （1994年、曹操役）
- 則天武后 （1995年、李世民（唐・太宗）役）
- 創世の龍 〜李世民 大唐建国記〜 （2006年、煬帝役）